# برونسويك (نيويورك)
برونسويك (بالإنجليزية: Brunswick, New York)‏ هي بلدة أمريكية تقع في الولايات المتحدة في مقاطعة رينسيلير، نيويورك. يقدر عدد سكانها بـ 11,941 نسمة ومساحتها 115.6 كم2 وترتفع عن سطح البحر 155 متر.

## أعلام
- ويليام ماكمانوس
- توماس فاريل